# Teatre Dramàtic Acadèmic Estatal de l'Azerbaidjan
El Teatre Dramàtic Acadèmic Estatal de l'Azerbaidjan (àzeri: 'Azərbaycan Dövlət Akademik Milli Dram Teatri') és un dels principals teatres de l'Azerbaidjan. Fundat el 1873, és el teatre modern més antic de l'Azerbaidjan. Hi han passat actors i directors com Mirzaga Alíev, Sidgi Ruhula, Merziyye Davudova, Elesker Ekberov, Adil Iskenderov, Khokume Gurbanova, Ismayil Dagistanli, Ismayil Osmanli, Mohsun Senani i Rza Tehmasib. L'edifici actual va ser dissenyat en 1919 i es troba a l'Avinguda Fuzūlī de la ciutat de Bakú. El teatre porta el nom de Mirza Fatali Akhundov, que és considerat com el fundador de la literatura moderna azerí.